# Radunin (wieś)
Radunin (białorus. Радулін)– wieś w Polsce położona w województwie podlaskim, w powiecie białostockim, w gminie Gródek.

## Historia
Według Pierwszego Powszechnego Spisu Ludności z 1921 roku wieś liczyła 28 domów i 214 mieszkańców (109 kobiet i 105 mężczyzn). Większość mieszkańców miejscowości zadeklarowała wówczas wyznanie prawosławne (172 osoby), pozostali zgłosili wyznanie rzymskokatolickie (42 osoby). Podział religijny mieszkańców niemal całkowicie odzwierciedlał ich strukturą narodowo-etniczną, gdyż większość mieszkańców wsi podała narodowość białoruską (174 osoby), pozostali podali kolejno: narodowość polską (39 osób) i narodowość rosyjską (1 osoba). We wspomnianym okresie wieś nosiła nazwę Radulin i należała do gminy Szudziałowo.
W latach 1975–1998 miejscowość administracyjnie należała do województwa białostockiego.

## Opis
Prawosławni mieszkańcy wsi należą do parafii pw. św. Anny w Królowym Moście. We wsi znajduje się drewniana kaplica prawosławna wzniesiona z inicjatywy Włodzimierza Mielnickiego.

## Galeria

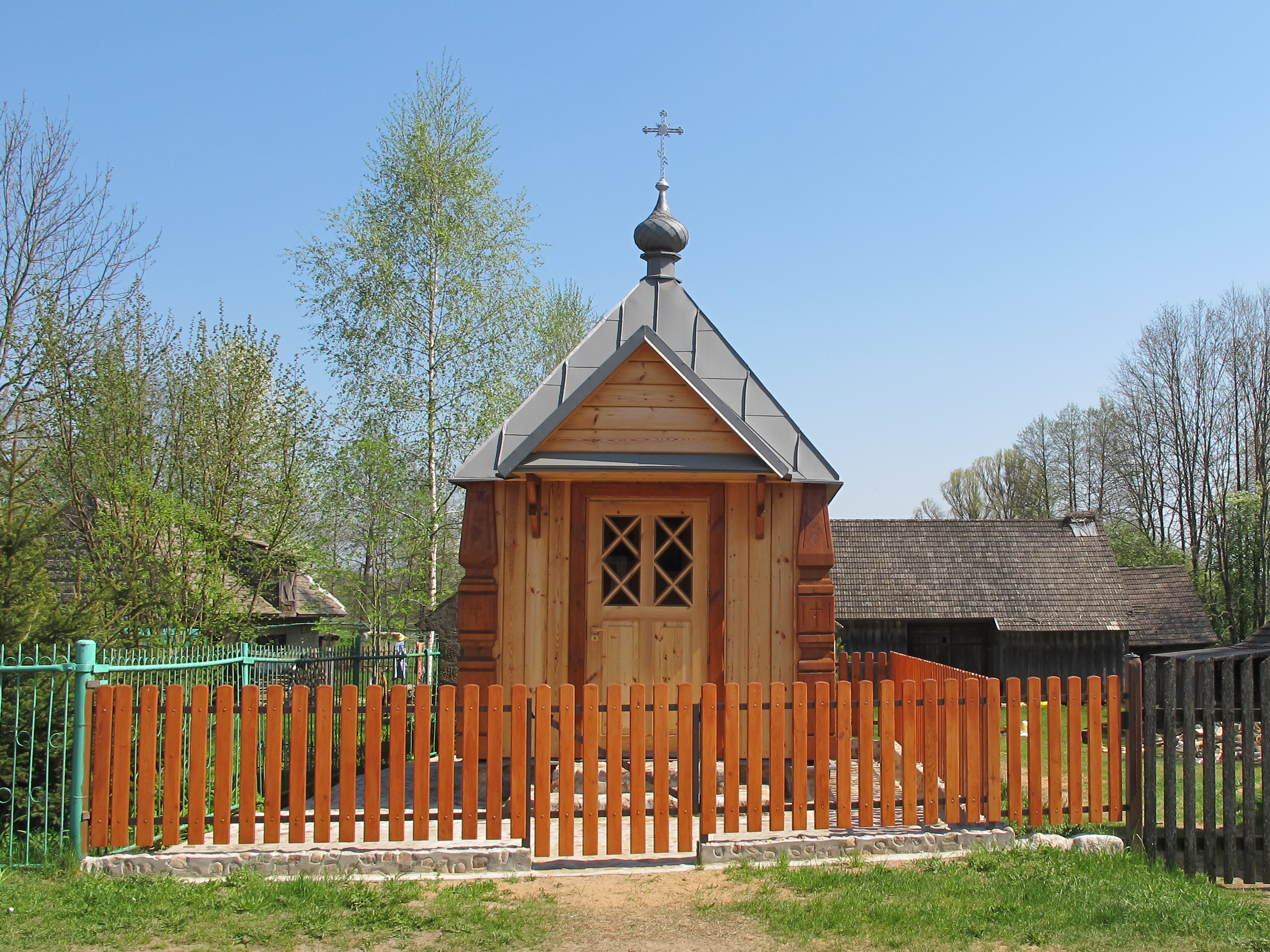
Kaplica we wsi
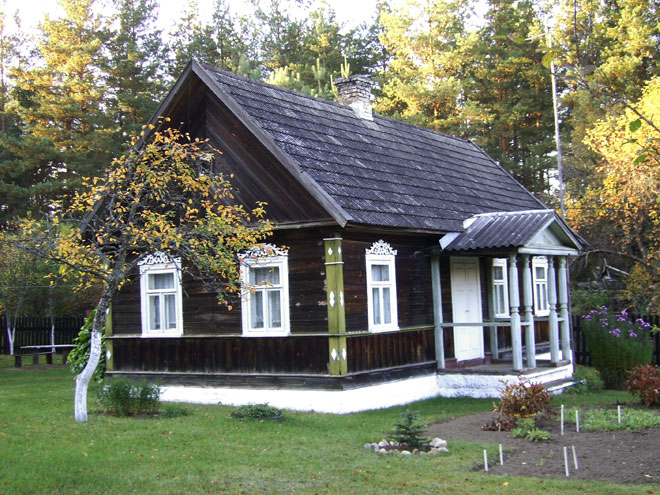
Radunin – zabytek sztuki ludowej